# Brit mila
Brit mila (hebrejsky בְרִית מִילָה‎, doslova: „smlouva obřezání“), v aškenázské výslovnosti a v jidiš také bris mile nebo zkráceně bris je židovský náboženský obřad, který vítá narozené židovské chlapce do svazku mezi Bohem a Izraelem. Jeho podstatou je rituální obřízka provedená mohelem („tím, kdo provádí obřízku“), obvykle za přítomnosti rodiny a přátel. Provedení obřízky je jedním z nejdůležitějších příkazů Tóry. Po obřadu obvykle následuje slavnostní hostina (se'udat micva).

## Biblický původ
Podle Tóry v knize Genesis 17,1–14, byla obřízka nařízena, když Bůh řekl: „choď stále přede mnou, buď bezúhonný“ biblickému praotci Abrahámovi, aby byl následován svými potomky jako „symbol smlouvy“ uzavřené s ním a Bohem pro všechny generace. Jeho jméno se také změnilo z „Abram“ na „Abraham“.
| „                         | Když bylo Abramovi devětadevadesát let, ukázal se mu Hospodin a řekl: „Já jsem Bůh všemohoucí, choď stále přede mnou, buď bezúhonný! Mezi sebe a tebe kladu svou smlouvu; převelice tě rozmnožím.“ Tu padl Abram na tvář a Bůh k němu mluvil: „Já jsem! A toto je má smlouva s tebou: Staneš se praotcem hlučícího davu pronárodů. Nebudeš se už nazývat Abram; tvé jméno bude Abraham. Určil jsem tě za otce hlučícího davu pronárodů. Převelice tě rozplodím a učiním z tebe pronárody, i králové z tebe vzejdou. Smlouvu mezi sebou a tebou i tvým potomstvem ve všech pokoleních činím totiž smlouvou věčnou, že budu Bohem tobě i tvému potomstvu. A tobě i tvému potomstvu dávám do věčného vlastnictví zemi, v níž jsi hostem, tu celou zemi kenaanskou. A budu jim Bohem.“ Bůh dále Abrahamovi řekl: „Ty i tvoje potomstvo budete mou smlouvu zachovávat ve všech pokoleních. Znamením mé smlouvy mezi mnou a vámi i tvým potomstvem, kterou budete zachovávat, bude toto: Každý mezi vámi, kdo je mužského pohlaví, bude obřezán. Dáte obřezat své neobřezané tělo a to bude znamením smlouvy mezi mnou a vámi. Po všechna pokolení každý, kdo je mezi vámi mužského pohlaví, bude osmého dne po narození obřezán, doma zrozený i koupený za stříbro od kteréhokoli cizince, který není z tvého potomstva. Musí být obřezán každý zrozený v tvém domě i koupený za stříbro. Tak bude má smlouva pro znamení na vašem těle smlouvou věčnou. Neobřezanec, který by nedal své neobřezané tělo obřezat, bude ze svého lidu vyobcován; porušil mou smlouvu.“ | “ |
| — Gn 17, 1–14 (Kral, ČEP) | |   |

Stejně tak je obřízka přikázána v Lv 12, 3 (Kral, ČEP): „Osmého dne bude obřezána jeho (dítěte) předkožka.“

## Historie
Podle židovské tradice byl Adam, coby první člověk, stvořen jako obřezaný. Předkožka se na jeho pohlavním údu objevila teprve v důsledku spáchání hříchu. Bez předkožky se pak údajně v následujících generacích Adamových potomků narodilo nejméně dvanáct význačných starozákonních postav, a sice: Šét, Henoch, Noe, Šém, Terach, Jákob, Josef, Mojžíš, Samuel, David, Izajáš a Jeremjáš. Někteří vykladači tento seznam ještě rozšiřují o další jména – například o Zerubábela či Bileáma.
Originální podoba obřízky, praktikovaná Židy, tradičně existuje od časů Abrahama. Obřad mila se z počátku sestával jen z odstranění předkožky, která v dětství přesahuje žalud penisu. Značně rozsáhlejší forma, vyžadující peri'a (úplné odstranění předkožky), začala po darování Tóry na hoře Sinaj.[zdroj⁠?!]
Důraz na řádné provádění peri'a zesílil v době makabejského povstání v reakci na snahu helenizovaných Židů, kteří se chtěli začlenit do řecké společnosti a hledali způsob, jak odstranit tento „podpis“ smlouvy s Bohem a předkožku prodloužit, aby vypadali jako neobřezaní.

## Důvod
Tak jako při mnoha přikázáních, Tóra neposkytuje specifické vysvětlení, proč musí být smlouva připomínána obřízkou. Židovský filosof z 1. století o. l. Filón Alexandrijský tvrdil, že obřízka „znázorňuje odstranění potěšení ze sexu, které začarovává mysl“.[zdroj?] Podobný názor zazněl ještě ve 12. století od židovského učence Maimonida, který tvrdil, že jeden z účelů obřízky je omezit přehnaný sexuální pud; tuto funkci brit mila považuje za srovnatelnou s jejím symbolickým významem přihlášení se k abrahámovskému monoteismu.
Sefer ha-chinuch uvádí jako primární důvod obřízky odlišení od pohanských národů nejen v duchovní rovině, ale i na úrovni fyzického těla. Obřízka nese rovněž poselství morální: tak jako Bůh stvořil naše fyzická těla, ale poslední krok k dokončení díla nechal v rukou lidských, stejně tak ponechává v našich rukou i poslední krok pro dokončení naší duše.

## Mecica

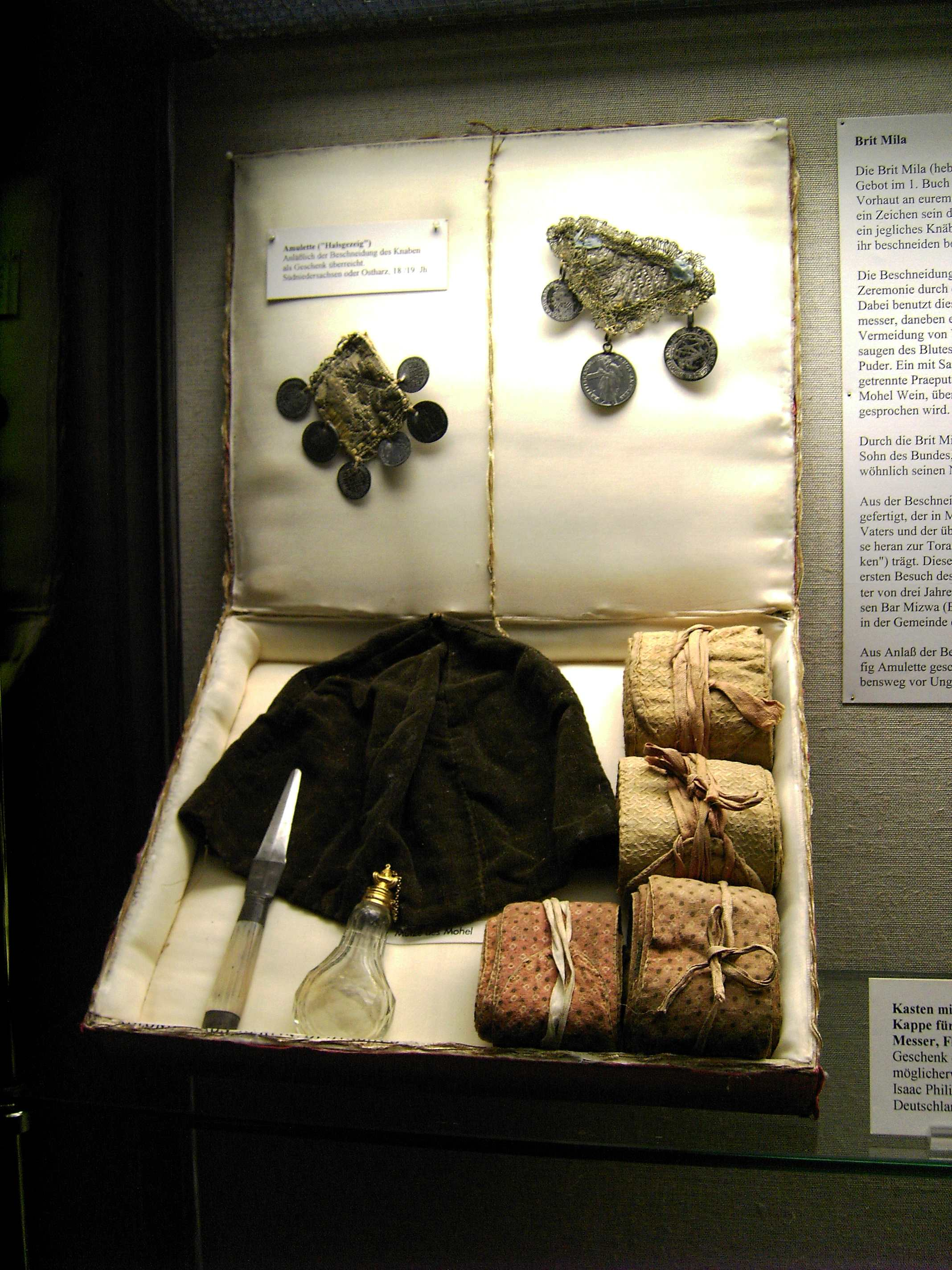
Sada nástrojů používaných při obřízce (brit milah), vystavené v Göttingenském městském muzeu.

Mecica (מציצה‎) znamená „sání“. Základ pro rituál mecica be-pe je v Mišně Šabat 19:2, kde figuruje mecica be-pe jako jeden ze 4 kroků týkajících se obřízky.

### Mecica be-pe
Mecica be-pe („sání ústy“) je praktika, při které mohel po provedení obřízky odsává krev z rány a jejího okolí. Mohel potom vyplivne krev do nádobky. Poté je obřezaný penis obvázán a zákrok se považuje za hotový. Odsávání krve z ran ústy bylo až do novověku běžnou lékařskou praktikou, a to i v tomto případě. Mecica byla tímto způsobem prováděna až do 19. století, kdy došlo k prvnímu plošnému zákazu jejího vykonávání, a to ve Francii. Dále existovala obava, že tímto způsobem může dojít k přenesení nemoci z mohela na dítě (jako např. virus Herpes), což je dnes suplováno tím, že mohel používá k provedení mecicy buďto tampón nebo skleněnou trubičku s tampónem uvnitř a tak nedojde k přímému kontaktu úst mohela s ránou. V některých ultraortodoxních komunitách je ale mecica stále prováděna tradičním způsobem

#### Nedávný spor
Spor se rozrostl v New York City, když zdravotní úředníci oznámili, že mají podezření, že dvě děti, které podstoupily tento zákrok v prosinci 2005, byly infikovány virem Herpes a jedno z nich následně zemřelo.

## Výjimky

### Hatafat dam brit
Sama lékařská obřízka při absenci mohela nesplňuje požadavky halachicky správné obřízky. V případě, že je Žid nebo konvertující obřezán bez asistence mohela, mohel při obřadu Hatafat dam brit (hebrejsky התפת דם ברית‎ „kapka krve [toho kdo podstoupí] smlouvu“) použije sterilní jehlu, kterou lehce bodne do penisu, aby vytekla alespoň kapka krve, kterou následně odsaje gázou.

### Hemofilie
Pokud je v rodině hemofilie, obřízka ani hatafa se neprovádí.